# Jarana jarocha

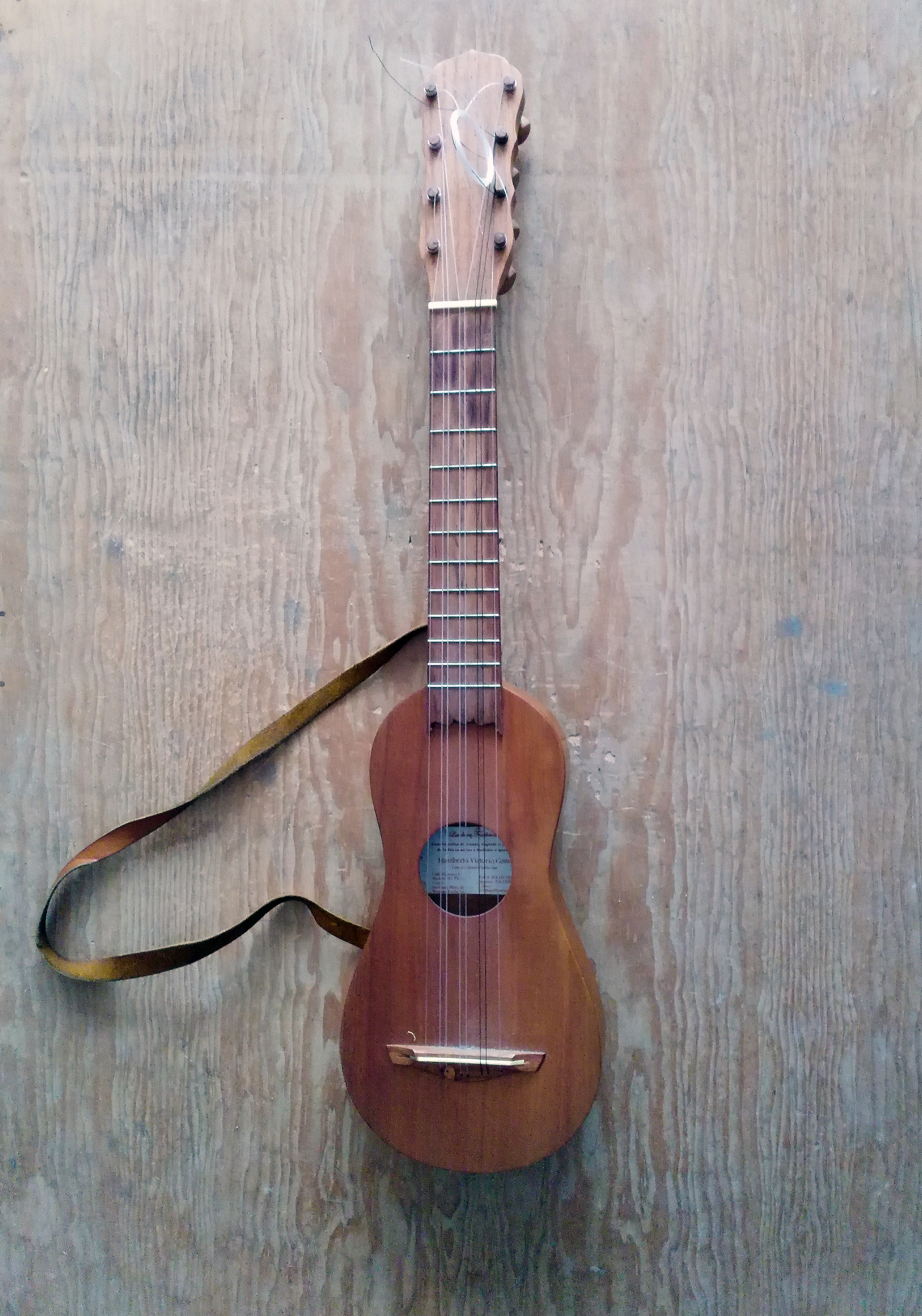
Jarana jarocha.

La jarana jarocha è uno strumento a corde dotato di tasti,  Tipicamente incordato con 8 corde in 5 posizioni, solitamente disposte con due corde singole . Le corde sono solitamente di nylon, sebbene in passato fossero di budello. Il corpo è un po' più stretto di una chitarra a causa della sua discendenza diretta dalla chitarra barocca spagnola del XVI secolo. A volte scambiata per un ukulele, la jarana jarocha esiste in almeno cinque dimensioni, la più piccola delle quali è la chaquiste, un po' più piccola di un ukulele soprano; poi la mosquito, delle dimensioni di un ukulele soprano; la "primera", delle dimensioni di un ukulele da concerto; la "segunda", come lunghezza tra un ukulele tenore e uno baritono e la "tercera", un po' più lunga dell'ukulele baritono. Alcuni liutai stanno costruendo jaranas di una taglia che etichettano "tercerola" o "jarana cuarta", ma c'è qualche discussione sul fatto che questi rappresentino una dimensione distinta o non siano solo variazioni particolarmente grandi della "tercera" standard.
La jarana presenta tradizionalmente un tipo singolare di costruzione; il corpo è lavorato per la forma da un solido pezzo di legno (tradizionalmente cedro spagnolo) e viene poi scavato e vengono applicate una tavola armonica e una tastiera separate. Anche altre chitarre folk messicane e sudamericane derivate da strumenti spagnoli vengono prodotte in questo modo, in particolare il charango della Bolivia.
Il suono è peculiare, non suona come un ukulele o una chitarra. È quasi uno strumento a percussione nel modo in cui viene suonato, con uno schema accentato in basso e doppio movimento che quasi imita i passi di zapateado dei ballerini. Il suono dipende dal legno utilizzato e dalle dimensioni dello strumento. Jaranas di diversi produttori tendono ad avere voci diverse anche quando sono fatte degli stessi legni a causa del metodo di costruzione, ecc.
La jarana primera tende ad avere una voce alta e acuta, mentre la segunda ha una voce più tenue e brillante. La tercera ha una voce profonda e sonora, e il piccolo chaquiste e la zanzara hanno spesso voci penetranti.
La jarana è usata con grande effetto con altri strumenti come l'arpa jarocha o l'arpa folk di Veracruz, la "guitarra de son" che è quasi identica alla jarana tranne per il fatto di avere quattro corde che vengono pizzicate con un lungo plettro, di solito fatto di corno di mucca (il che lo rende uno strumento melodico piuttosto che ritmico) e perché è usato come strumento principale nella musica vocale.
Sebbene la jarana di solito abbia otto corde disposte in cinque posizioni (una singola, seguita da tre doppie, poi un'altra singola), molte jarana vengono ora prodotte con 4 posizioni doppie, spesso accordati con GG CC EE AA. Leonardo Zendejas del gruppo Son de Barro ha commentato che l'assenza della corda Sol in basso rende le forme degli accordi e la risalita del dito su questi strumenti molto più facili che sulle più tradizionali jarana a 5 posizioni. Gilberto Gutierrez Silva, liutaio e fondatore del gruppo Mono Blanco, ha creato una sua variante: una jarana con tre posizioni di corde triple, accordata con GGG CCC EEE (la stessa accordatura del tres cubano). Ha chiamato questa variazione la "tresera".